# Диас, Луис Густаво
Луи́с Густа́во Ди́ас (порт.-браз. Luis Gustavo Dias; 23 июля 1987, Пиндамоньянгаба) — бразильский футболист, защитник и опорный полузащитник клуба «Сан-Паулу». Выступал в сборной Бразилии.

## Клубная карьера
Луис Густаво начинал карьеру в бразильских клубах «Коринтианс Алагоано» и «Клуб Регатас Бразил». 31 августа 2007 года он был арендован «Хоффенхаймом». 1 апреля 2008 года Густаво подписал контракт до лета 2011 года. В сезоне 2008/09 провёл 28 матчей, 27 из них в основе. Заработал 12 жёлтых карточек. 18 сентября 2010 года забил свой первый мяч в Бундеслиге в ворота «Кайзерслаутерна».
1 января 2011 года Густаво подписал контракт на 4,5 года с «Баварией». Выиграл конкуренцию за место в основе у Анатолия Тимощука.
В сезоне 2011/12 Густаво провёл 28 матчей в Бундеслиге (16 из них в основе), забил 1 мяч и заработал 5 жёлтых карточек. Из-за дисквалификации пропустил финал Лиги чемпионов 2012 на домашнем стадионе «Баварии» «Альянц Арене» против «Челси».
15 августа 2013 года Густаво перешёл в «Вольфсбург». Сумма трансфера составила примерно 15 миллионов евро.
4 июля 2017 года Густаво стал игроком французского клуба «Олимпик Марсель».

## Достижения
«Бавария»
- Чемпион Германии: 2012/13
- Обладатель Кубка Германии: 2012/13
- Обладатель Суперкубка Германии: 2012
- Победитель Лиги чемпионов: 2012/13
- Обладатель Кубка конфедераций: 2013

«Вольфсбург»
- Обладатель Кубка Германии: 2014/15
- Обладатель Суперкубка Германии: 2015

«Марсель»
- Финалист Лиги Европы: 2017/18